# Majasil, Yajalón
Majasil är en ort i Mexiko.   Den ligger i kommunen Yajalón och delstaten Chiapas, i den sydöstra delen av landet, 800 km öster om huvudstaden Mexico City. Majasil ligger 1 173 meter över havet och antalet invånare är 166.
Terrängen runt Majasil är kuperad åt nordost, men åt sydväst är den bergig. Runt Majasil är det ganska tätbefolkat, med 67 invånare per kvadratkilometer. Närmaste större samhälle är Yajalón, 6,7 km öster om Majasil. I omgivningarna runt Majasil växer i huvudsak städsegrön lövskog.